# Síndrome de Waardenburg

El síndrome de Waardenburg es autosómico dominante.

El síndrome de Waardenburg para algunos tipos se puede presentar como autosómico recesivo

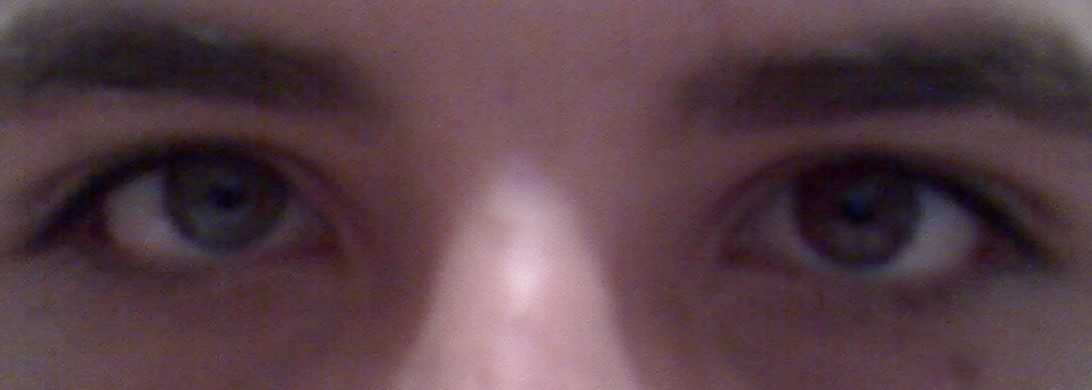
Heterocromía.

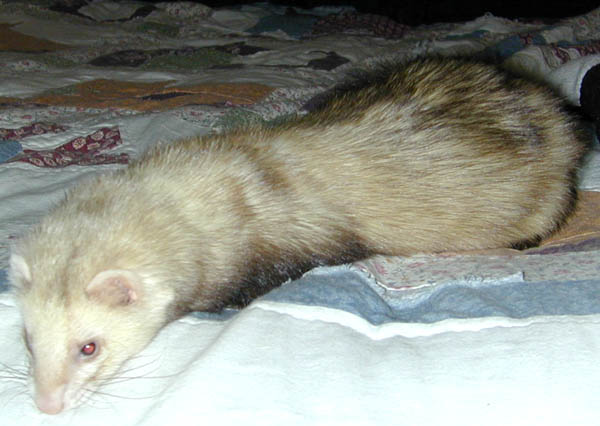
Algunos hurones presentan una variante a este síndrome, siendo práctica y totalmente sordos

El síndrome de Waardenburg es una genodermatosis poco frecuente (se da en 1 de cada 42 000 nacimientos) que provoca trastornos de tipo estructural y pigmentario; encontrándose los trastornos estructurales principalmente en la cresta neural.
La herencia de este síndrome es de tipo autosómico dominante (quien presente el gen lo manifestará y lo transmitirá a la descendencia con una probabilidad del 50% en cada embarazo). La incidencia es mayor en zonas donde existe mayor consanguinidad, como es el caso de la Isla de Buton (Indonesia), en la que una buena parte de la población local muestra síntomas evidentes. 
Las afectaciones más comunes para este síndrome son:
- Anomalías faciales (Visualmente un puente nasal ancho).
- Problemas de visión y heterocromías oculares.
- Sordera.
- Estreñimientos.
- Dolor en las articulaciones y rigidez de estas.
- Mechón de pelo blanco (poliosis).

El síndrome de Waardenburg también se ha asociado con muchos trastornos de tipo congénito , como el intestino y la columna vertebral defectuosa, elevación de la escápula y el labio leporino (hendidura o separación en el labio superior).
Algunos casos (de los tipos II y IV) parecen tener una herencia autosómica recesiva de patrón de herencia; lo que significa que dos copias del gen se deben modificar para que una persona sea afectada por dicho trastorno. Con mucha frecuencia, los padres de un niño con un síndrome de Waardenburg autosómico recesivo, no se ven afectados pero son portadores de una copia del gen alterado.
Se ha denominado así en honor al oftalmólogo neerlandés Petrus Johannes Waardenburg.

## Posible causa de la afectación
La principal causa es una afectación que se valora es la de la cresta neural (grupo de células localizadas cercanas al tubo neural y a la epidermis del embrión), una alteración a la cresta neural durante el desarrollo embrionario genera todos los problemas anteriormente citados (a mayor o menor escala).

## Epidemiología
Su epidemiología es relativamente baja, ya que está presente en 1 de cada 42000 nacimientos. Además, todas las etnias y sexos se ven afectados por igual ante el síndrome.

## Sintomatología y Tipos según su afección
El síndrome de Waardenburg se clasifica en diferentes grados o
tipos, según los síntomas que presente el paciente:
- Tipo I: (Gen PAX3, locus 2q35). Característico la llamada “distopia cantorum” (Desplazamiento lateral del canto interno). Sordera neurosensorial congénita. Heterocromía del iris tanto completa como segmental o un iris azul intenso. Pigmentación del cabello, blanco en cejas y pestañas y mechon blanco, además de canas prematuras.

- Tipo II: (Gen MITF, locus 3p14.1-p12.3). Sordera neurosensorial congénita. Anormalidades en la pigmentación del iris, segmental, completa o azul intenso. Pigmentación del cabello, también blanco en cejas y pestañas y mechon blanco, además de canas prematuras. Encontramos 2 subclases dentro de este tipo:
  - Subtipo A: Paladar hendido, espina bífida, vagina sin desarrollar.
  - Subtipo B: Ausencia de afección sistémica

- Tipo III: (Gen PAX3). Menos común; afectará a las extremidades, impidiendo una completa flexión, deformidades o sindactilia (Fusión de varios dedos).

- Tipo IV: (Genes: EDN3, EDNRB y SOX10). Es muy raro y surge de la asociación de un Síndrome de Waardenburg de tipo II con la enfermedad de Hirschsprung, siendo esta enfermedad un trastorno congénito. Afecciones graves neurológicas.

## Diagnóstico
El diagnóstico pasa por clasificar las afectaciones del paciente, que suelen
basarse en problemas auditivos, faciales, pigmentarios y visuales; que en
mayor o menor medida (dependiente de la gravedad de estos problemas)
tendrán más o menos afección en el paciente.
Se le realizarán pruebas como:
- Audiometrías (Examen que cifra las alteraciones auditivas en relación con los estímulos acústicos).
- Tiempo del tránsito intestinal (Cantidad de tiempo que tardan los alimentos en ir de boca hasta el ano).
- Biopsia de colon (Procedimiento diagnóstico que consiste en la extracción de una muestra de tejido).
- Pruebas genéticas.

## Pronóstico del Síndrome
El pronóstico es dependiente del tipo de síndrome que se presente; pero por lo general no existen problemas graves que impidan llevar una vida normal. En los tipos menos comunes de este síndrome se encuentran problemas mentales, aumento del riesgo a sufrir tumores musculares, estreñimientos que implican extirpaciones.

## Tratamiento
El tratamiento no está especificado; pero siempre tendrán relación con las deficiencias auditivas que presente el paciente y sus problemas de tipo intestinal.
Otras anomalías (de tipo neurológico, estructural e incluso la enfermedad de Hirschsprung) que son asociadas al síndrome son tratadas sintomáticamente.

## Observado en animales
Se ha observado que los hurones pueden presentar una variante semejante al síndrome de Waardenburg, presentando una franja blanca en la región frontal de su cabeza e incluso la cabeza blanca completamente. Se realizaron pruebas para verificar la sordera (característica de la afección) y se comprobó que, aunque los hurones suelen presentar una sordera pronunciada, aquellos hurones afectados por el síndrome no reaccionaban ante efectos sonoros de consideración que el resto de hurones sin el síndrome eran capaces de reaccionar.

## Recursos externos utilizados
- Medlineplus - Waardenburg
- Salud: Síndrome de Waardenburg
- HONselect Archivado el 7 de junio de 2011 en Wayback Machine.
- UMM S.Waardenburg Archivado el 10 de mayo de 2010 en Wayback Machine.
- NCBI ARTICULO S.WAARDENBURG

- Datos: Q1151801
- Multimedia: Waardenburg syndrome / Q1151801